# Pelourinho de Alfeizerão
O Pelourinho de Alfeizerão localiza-se na vila e na freguesia de Alfeizerão, Município de Alcobaça, Distrito de Leiria, em Portugal.
Encontra-se classificado como Imóvel de Interesse Público desde 1933.

## Características
É um pelourinho em estilo manuelino, que data do século XVI.
Sobre uma base circular de três degraus, ergue-se o fuste dividido em duas peças com estrias espiraladas fiadas de quadrifólios entre as caneluras. O remate, constituido por um tronco-piramidal de base quadrada, ornamentada com flores-de-lis e duas torres numa das faces, e uma figura humana com manto noutra face, assenta sobre um capitel envolvido por folhas de acanto.